# Paul Urlovic
Paul Urlovic (Auckland, 21 novembre 1978) è un ex calciatore neozelandese, di ruolo attaccante.

## Palmarès

### Club

#### Competizioni nazionali
- Chatham Cup: 2

Central United: 1997, 1998
- Campionato neozelandese di calcio: 6

Central United: 1999
Auckland City: 2004-2005, 2005-2006, 2006-2007, 2008-2009

#### Competizioni internazionali
- OFC Champions League: 2

Auckland City: 2006, 2008-2009

### Nazionale
- Coppa d'Oceania: 2

1998, 2002